# Ralph Stackpole

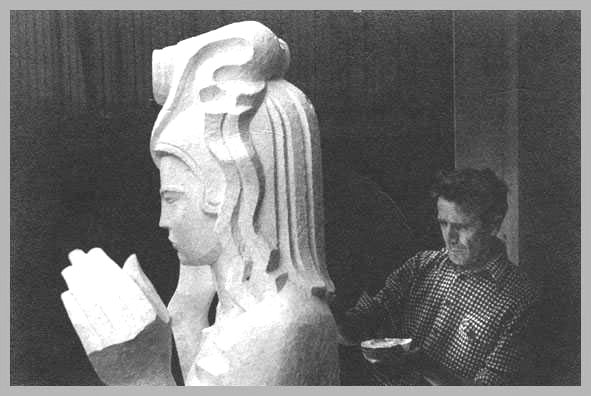
Ralph Stackpole mit einem Modell der Pacifica-Statue, 1939

Ralph Ward Stackpole (* 1. Mai 1885 in Williams, Oregon; † 10. Dezember 1973 in Puy-de-Dôme, Frankreich) war ein amerikanischer Bildhauer, Maler, Wandmaler, Radierer und Kunstpädagoge.

## Leben
Nach dem Tod seines Vaters, der bei einem Unfall in einem Sägewerk ums Leben kam, arbeitete Ralph Stackpole als Hilfsarbeiter, um sich und seine Mutter zu unterstützen. Mit 16 Jahren zog er nach San Francisco, um an der California School of Design (heute San Francisco Art Institute) Kunst zu studieren, wo er stark von dem Maler und Wandmaler Arthur Frank Mathews beeinflusst wurde.
Nach dem Erdbeben von 1906 besuchte er die Ecole des Beaux-Arts in Paris, wo er Diego Rivera kennenlernte, mit dem er später in San Francisco zusammenarbeitete. Nach seiner Rückkehr nach San Francisco mietete Ralph Stackpole ein Atelier neben dem Montgomery Block, einem Gebäude, das lokalen Künstlern und Schriftstellern als Wohn- und Arbeitsstätte diente. Der „Monkey Block“, wie er liebevoll genannt wurde, wurde 1959 abgerissen und ist heute der Standort der Transamerica Pyramid.
Ralph Stackpole lehrte fast zwanzig Jahre lang an der California School of Fine Arts. Zu seinen Werken als Bildhauer gehören die beiden Großskulpturen der Pacific Stock Exchange und die 80 Fuß hohe Statue der Pacifica für die Golden Gate International Exposition auf Treasure Island. Ralph Stackpole ließ sich 1949 in Frankreich nieder, wo er 1973 starb.

## Werk und Einfluss

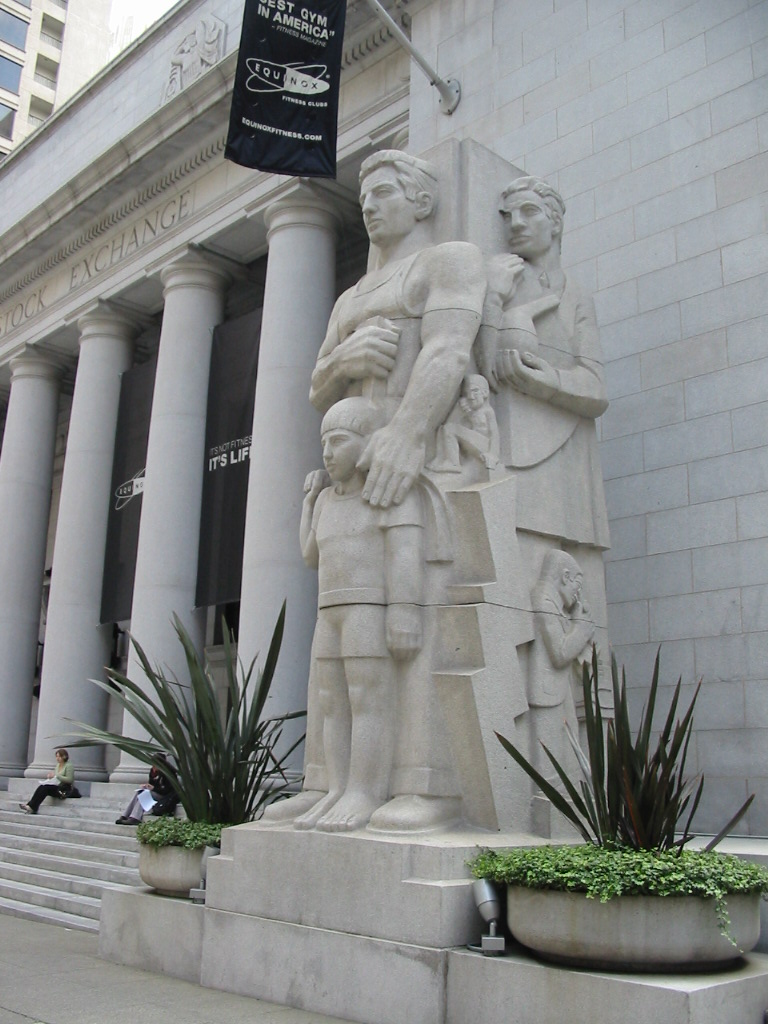
Ralph Ward Stackpole: Industry, 301 Pine, San Francisco

Ralph Stackpole war in den 1920er und 1930er Jahren einer der führenden Künstler in San Francisco. Sein Werk umfasst Skulpturen, Gemälde, Wandmalereien und Radierungen. Er war stark in der sozialrealistischen Bewegung engagiert, insbesondere während der Großen Depression, als er am Public Works of Art Project, am Federal Art Project der Works Progress Administration und an der Section of Painting and Sculpture des Finanzministeriums beteiligt war.
Ralph Stackpole war dafür verantwortlich, dass der Architekt Timothy L. Pflueger den mexikanischen Wandmaler Diego Rivera nach San Francisco holte, um 1930–31 am San Francisco Stock Exchange Tower zu arbeiten. Sein Sohn Peter Stackpole wurde ein bekannter Fotojournalist.

## Ausgewählte Werke
- 1915: Venus, Altar of Inspiration, Palace of Fine Arts
- 1927: William Coleman Memorial Fountain, Sacramento, Kalifornien
- 1928–1932: Figuren aus Yosemite-Granit an der San Francisco Stock Exchange und dem dazugehörigen Turm, einschließlich Bountiful Earth (auch bekannt als Mother Earth und Agriculture) und Industry (1931) (auch bekannt als Man and His Invention)
- 1930: Proszenium-Deckenpaneel im Paramount Theatre in Oakland
- 1934: Wandgemälde im Coit Tower: Industries of California
- 1938–1939: Figuren auf der Golden Gate International Exposition, einschließlich der 24 Meter hohen Figur Pacifica